# Dors bébé, dors
Dors bébé, dors (укр. Спи малеча, спи) — пісня Жана-Жака Гольдмана, записана в 1983 році. Увійшла до третього студійного альбому «Positif».

## Про пісню
Гітарна композиція «Dors bébé, dors» осучаснена варіація колискової пісні. Ліричною вокальною партією Жан-Жак замінив решту музичних інструментів, відтак вона виступає головним симфонічним звукорядом, поруч із гітарним награванням. Пісню переспівували: і сам автор, й інші французькі виконавці.

## Фрагмент пісні
Фрагмент пісні (перший куплет і приспів):
Dors bébé, dors

Bébé, dors, il pleut dehors

Dors encore

Dors encore

Il n'est pas tard et le matin

S'est perdu sur son chemin

Il nous reste quelques heures

Avant que la nuit ne meure

Dors mon amour, dors

Mon amour, dors, il pleut dehors

Dors encore

Dors encore

...